# Związek Polaków w Łotwie
Związek Polaków w Łotwie (ZPwŁ) (łot. Latvijas Poļu Savienība, od 1939: Latvijas Poļu biedrība) – organizacja zrzeszająca łotewskich Polaków i reprezentująca ich interesy wobec państwa łotewskiego działająca w latach 1922–1934 i 1938–1939.

## Geneza
Organizacja została powołana w związku z ustabilizowaniem się sytuacji politycznej na Łotwie i ze zbliżającymi się wyborami do Sejmu I kadencji. 6 sierpnia 1922 w Dyneburgu odbył się zjazd organizacji i stowarzyszeń polskich podczas którego zapadła formalna decyzja o powołaniu Związku Polaków w Łotwie. Nieoficjalny wpływ na zjednoczenie naddźwińskiej Polonii wywarła działalność polskiego poselstwa w Rydze. 
W skład władz ZPwŁ weszli Stanisława Dowgiałłówna jako prezes, Antoni Talat-Kiełpisz jako wiceprzewodniczący oraz Bolesław Baużyk (sekretarz). Funkcję kontrolną sprawowała 14-osobowa rada. Na siedzibę Związku wybrano Dyneburg.

## Założenia
Zasady działalności Związku Polaków wyłożono w opublikowanym już po zjeździe "Programie Związku Polaków w Łotwie". Deklarowano pełną lojalność wobec państwa łotewskiego, w zamian czego domagano się prawa do rozwoju polskiego życia społecznego, kulturalnego, religijnego i politycznego na Łotwie, a w szczególności szkolnictwa w języku polskim. Kładziono nacisk na równouprawnienie Polaków w dostępie do urzędów lokalnych i ogólnopaństwowych, brak dyskryminacji przy podziale funduszy państwowych, zagwarantowanie prawa używania języka polskiego również w kontaktach oficjalnych z władzami gmin, w których dominują Polacy oraz sprawiedliwe przeprowadzenie reformy rolnej (z odszkodowaniem).

## Udział w wyborach
Związek Polaków unikał bezpośredniego włączania się do spraw politycznych, dlatego też powołano Centralny Polski Komitet Wyborczy (CPKW), który czuwał nad kampanią do Sejmu. 